# Hrkovce
Hrkovce – wieś (obec) na Słowacji położona w kraju nitrzańskim, w powiecie Levice. Pierwsze wzmianki o miejscowości pochodzą z roku 1156. 
Według danych z dnia 31 grudnia 2012, wieś zamieszkiwało 296 osób, w tym 156 kobiet i 140 mężczyzn.
W 2001 roku rozkład populacji względem narodowości i przynależności etnicznej wyglądał następująco:
- Słowacy – 41,3%
- Czesi – 0,88%
- Węgrzy – 57,82%

Ze względu na wyznawaną religię struktura mieszkańców kształtowała się w 2001 roku następująco:
- Katolicy rzymscy – 95,28%
- Grekokatolicy – 0,29%
- Husyci – 0,29%
- Ateiści – 2,65%